# 凤凰乡 (绵阳市)
凤凰乡，是中华人民共和国四川省绵阳市游仙区曾经下辖的一个乡。2019年12月，撤销凤凰乡，将其所属行政区域划归忠兴镇管辖。

## 行政区划
凤凰乡撤销前下辖以下地区：
凤凰乡社区、木龙村、永清村、五里村、凤凰村、花庙村、钱库村、乜家村、紫气村和马鞍村。

## 特产
木龙观红萝卜（木龙观胡萝卜）：中国地理标志产品。